# Suriname National Fishersfolk Organization
De Suriname National Fishersfolk Organization (SUNFO, Sunfo) is een overkoepelende organisatie van vijf regionale visserijorganisaties.
Aan de Sunfo nemen vertegenwoordigers uit alle vijf regionale visserscollectieven deel, te weten uit Boskamp, Commewijne, Coronie, Galibi en Nickerie. De organisatie werd medio 2018 opgericht met Satesh Kodai als eerste voorzitter. Een streven is om sterker te staan in de export door collectief internationale afspraken te kunnen maken. Daarnaast fungeert ze als gesprekspartner van de regering.
Op 24 mei 2017 werden de statuten van de vijf deelnemende organisaties opgeleverd en op 14 juni 2018 werden de gezamenlijke statuten aangeboden aan de leiding van het ministerie van Landbouw, Veeteelt en Visserij. De oprichting maakte deel uit van het beleidsplan van het ministerie. Aan de oprichting hebben de Nederlandse ambassade en het Wereld Natuur Fonds meegewerkt, die daarvoor in 2016 een project opstartten. Het directoraat Visserij van het ministerie organiseerde trainingen voor deelnemende vissers, met het doel de capaciteiten te vergroten en de teambuilding binnen het collectief te versterken.